# Bimbo Jet
Bimbo Jet est un groupe français de disco, actif au milieu des années 1970. 

## Histoire
Le groupe est formé par Claude Morgan et Laurent Rossi. Ils sont les auteurs de deux tubes de cette époque : El Bimbo et La Balanga. Le succès international de El Bimbo tient notamment à un employé de EMI France, George Makzouhmé, qui repère ce morceau instrumental et le fait parvenir à son homologue chez EMI UK. 
La chanson El Bimbo est utilisée dans le film américain Police Academy, sorti en 1984, dans une version jouée par Jean-Marc Dompierre et son orchestre, spécialement pour le film dans les scènes du bar gay, Blue Oyster Bar.

## Discographie

### Albums studio
- 1975 : Bimbo Jet (disque d'or au Canada[2] ; 1re place du Billboard Disco Singles[3], 43e place du Billboard Hot 100)

### Singles
- 1974 : El Bimbo
- 1975 : La Balanga
- 1976 : Love is What We Need
- 1976 : Feeling Free (de Alfredo Rios, co-arrangé par Bimbo Jet et John Gomez chez Roulette Records)[4]
- 1979 : Love to Love